# Dicranodontium sericeum
Dicranodontium sericeum là một loài rêu trong họ Dicranaceae. Loài này được Schimp. mô tả khoa học đầu tiên năm 1864.